# Venstre (Noorwegen)
Venstre (in het Nederlands letterlijk  Links) is een sociaalliberale politieke partij in Noorwegen. Het is de oudste politieke partij van Noorwegen, opgericht in 1884.
Het woord venstre betekent in het Noors eigenlijk 'links'. Op het einde van de 19de eeuw, bij de oprichting van de partij wil men zich positioneren aan de linkerzijde van de conservatieven (zie: Høyre). Het etiket 'links' wijst er overigens enkel op dat de liberale afgevaardigden in een van de eerste Franse assemblées plaatsnemen aan de linkerhand van de voorzitter. Ook in Denemarken dragen de liberalen nog steeds de naam venstre (zie: Venstre, Radikale Venstre). Wat de liberalen in 1884 echter niet kunnen voorzien is dat ze links zullen worden voorbijgestoken door de sociaaldemocraten.
De sociaalliberale inslag van de partij heeft veel inhoudelijke overeenstemming met het Nederlandse D66.

## Geschiedenis

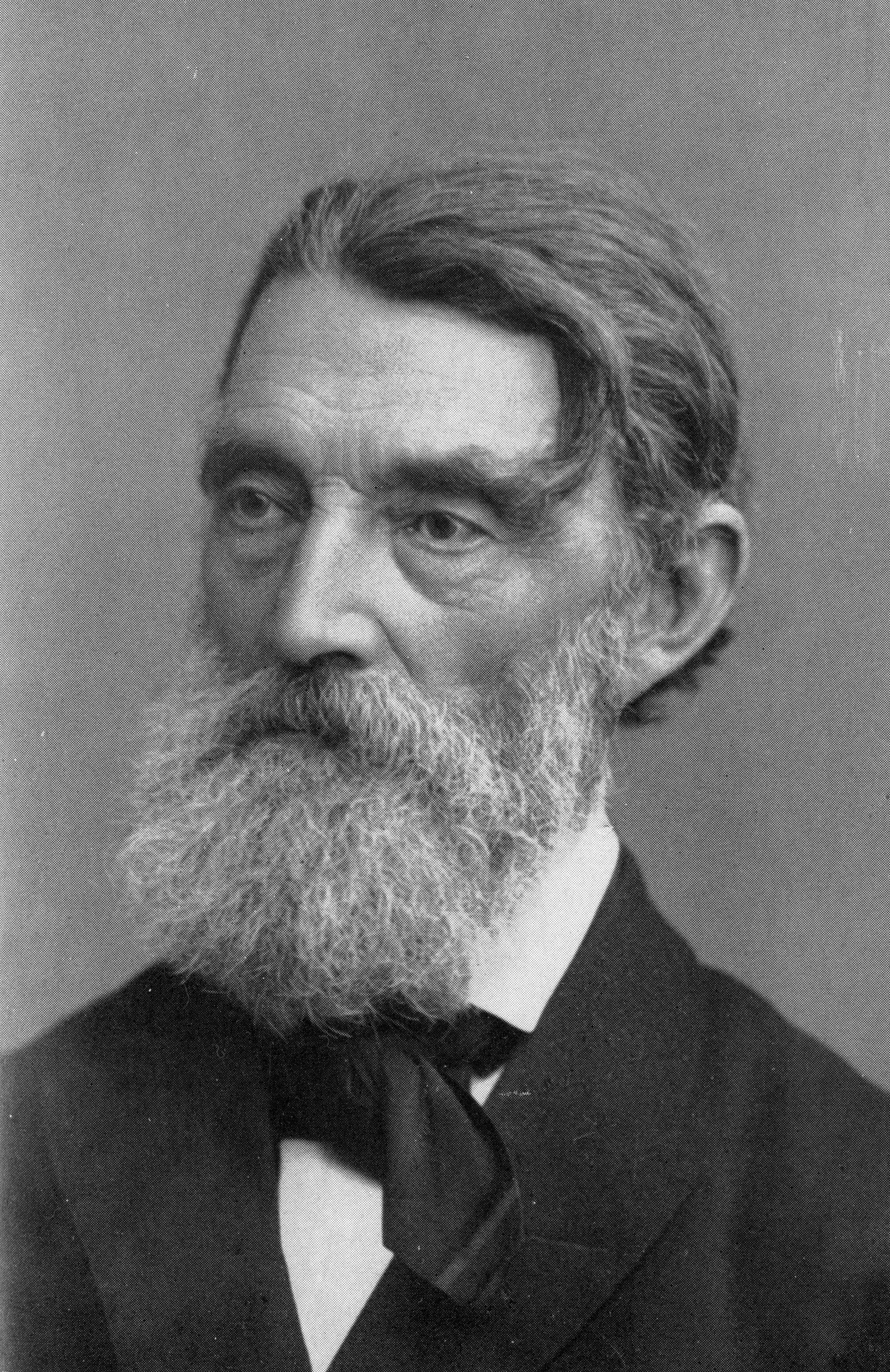
Johan Sverdrup

De oorsprong van de partij ligt in de strijd om de invoering van een parlementair stelsel. Venstre wordt opgericht door parlementsleden die voor vergroting van de macht van het parlement zijn, de tegenstanders richten vlak daarna de Høyre ('rechts') op. De liberalen winnen deze strijd, waardoor hun eerste leider, Johan Sverdrup in 1884 tot eerste moderne premier van Noorwegen wordt benoemd door Oscar II.
Onder liberale regeringen worden daarna het mannenkiesrecht ingevoerd (1898), de personele unie Zweden-Noorwegen afgeschaft (1905) en het vrouwenkiesrecht ingevoerd (1913). Tot de Tweede Wereldoorlog zijn er in totaal zes ministers-presidenten die door Venstre geleverd worden. De opkomst van de Arbeiderspartij doet de macht van Venstre echter tanen. In 1915 weet de partij voor de laatste keer een meerderheid in het Storting te bemachtigen.

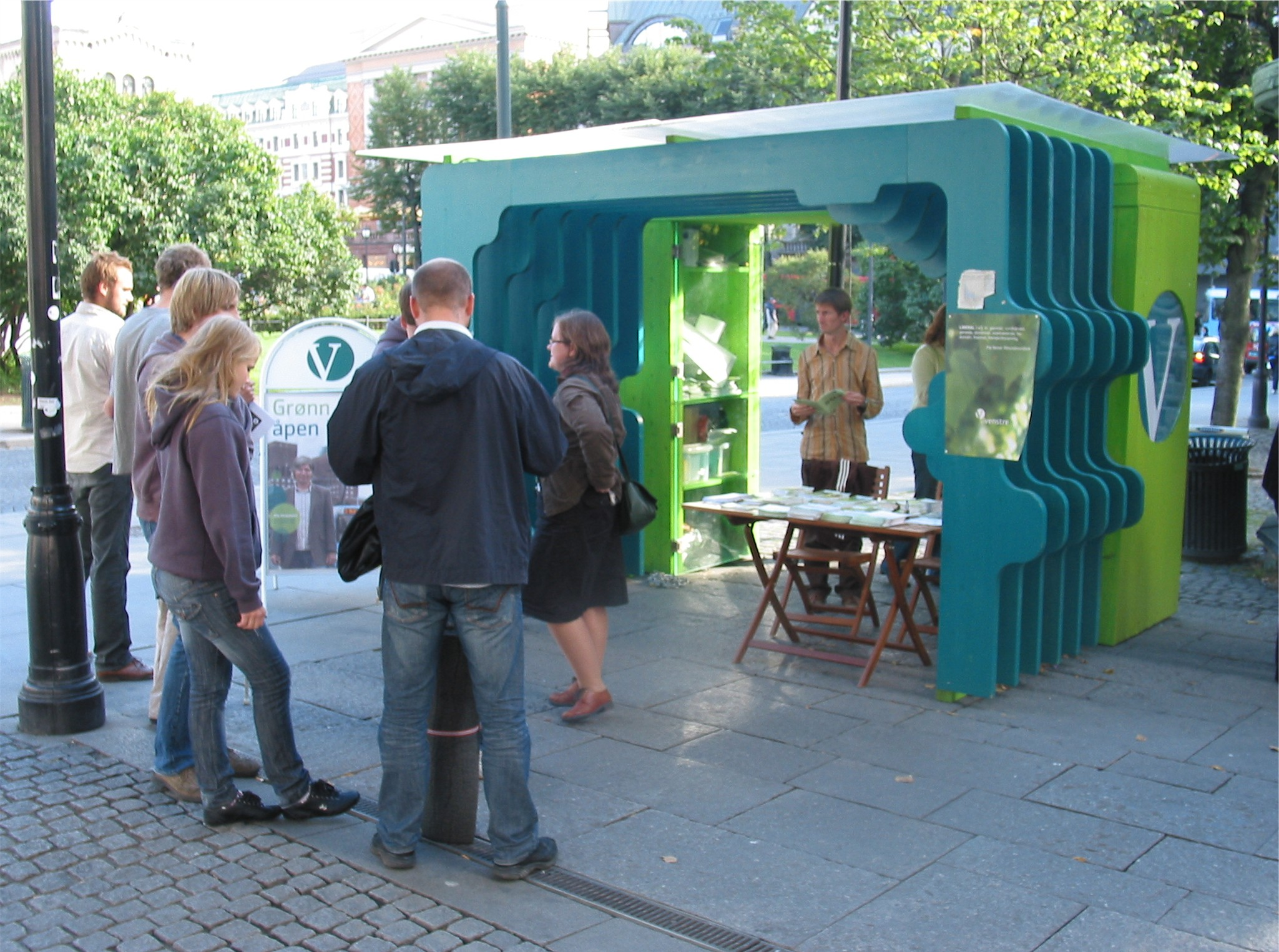
De partij voert campagne in Oslo (2007)

In 1972 vindt er een splitsing in de partij plaats. De pro-Europeanen, waaronder toenmalig partijleider Helge Seip en 9 parlementsleden, beginnen hun eigen partij, Det Liberale Folkeparti. Verkiezingsresultaten komen steeds lager te liggen en in 1985 heeft de partij voor het eerst in haar bestaan geen enkele vertegenwoordiger meer in het Storting. Uiteindelijk komt er een verzoening met de splintergroep, maar ook dat kan de partij geen nieuwe zetel bezorgen. In 1993 wordt Lars Sponheim echter verkozen. Venstre is terug in het parlement.
In 1997 eindigt de partij boven de kiesdrempel van 4% met zes parlementairen in het Storting. Men stapt in de regering van Kjell Magne Bondevik en mag enkele ministers leveren, onder andere de eerste vrouwelijke defensieminister ooit in Noorwegen. In 2001 belandt Venstre opnieuw onder de kiesdrempel en verliest men 4 parlementszetels. Men neemt niettemin deel aan het tweede kabinet Bondevik. In 2005 haalt de partij het beste resultaat sinds de jaren 1960: 5,9% en 10 zetels in het Storting. De linkse partijen slagen er echter in een coalitieregering te vormen en Venstre komt op de oppositiebanken terecht.
Op 24 september 2009 volgt echter een nieuwe klap. De partij komt niet boven de 4% uit en houdt slechts twee parlementszetels over. Leider Lars Sponheim stapt op en wordt later vervangen door Trine Skei Grande. Merkwaardig genoeg ziet de partij net na de verkiezingen haar ledenaantal met meer dan 20% stijgen, hoogstwaarschijnlijk wil men de partij steunen na het slechte resultaat.
In 2018 trad Venstre toe tot de centrumrechtse kabinet-Solberg. Vanaf 2013 tot en met 2017 gaf het gedoogsteun aan deze burgerlijke coalitie. Bij de Noorse parlementsverkiezingen 2021 behield Venstre acht zetels, maar er was geen centrumrechtse meerderheid meer, waardoor de regering aftrad.

## Ideologie
Venstre is een liberale, sociaalliberale en centristische partij. In de laatste campagnes legt de partij sterk de nadruk op de bescherming van het milieu en onderwijs. Men is voorstander van de Noorse welvaartsstaat en een minimuminkomen voor alle burgers. Men wil de Kerk van Noorwegen afschaffen en meer macht bij lokale overheden leggen. Over een eventueel lidmaatschap van de Europese Unie is de partij echter nog steeds verdeeld, al is in 2005 met vijf stemmen verschil beslist om zich daar nog steeds tegen te verzetten.

## Partijleiders
- Johan Sverdrup (1884)
- Ole Anton Qvam (1884-1889)
- Johannes Steen (1889-1893)
- Viggo Ullmann (1893-1894)
- Ole Anton Qvam (1894-1896)
- Viggo Ullmann (1898-1900)
- Lars Holst (1900-1903)
- Carl Berner (1903-1909)
- Gunnar Knudsen (1909-1927)

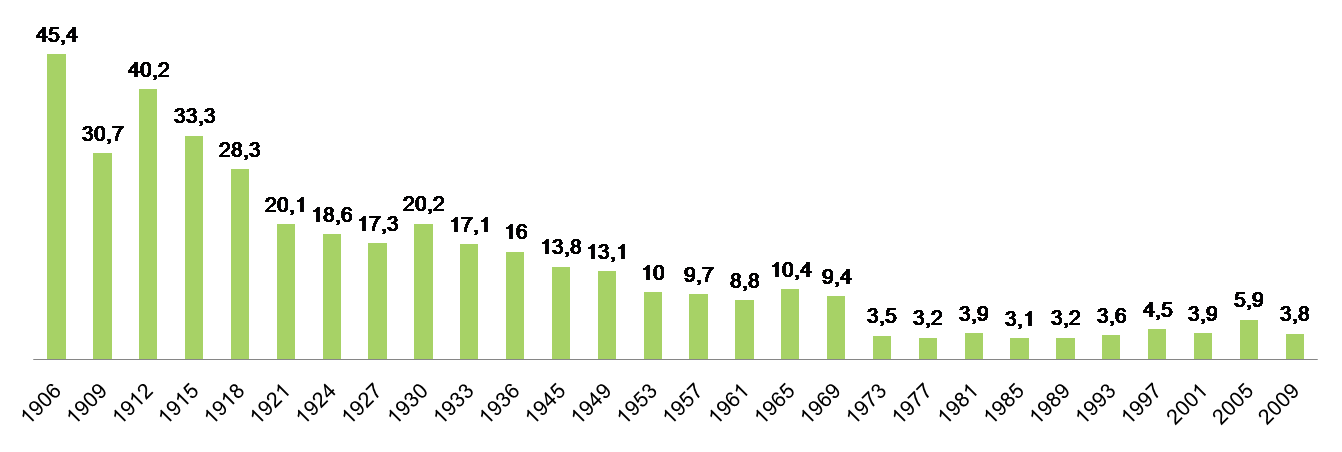
Stemmenpercentage sinds 1906

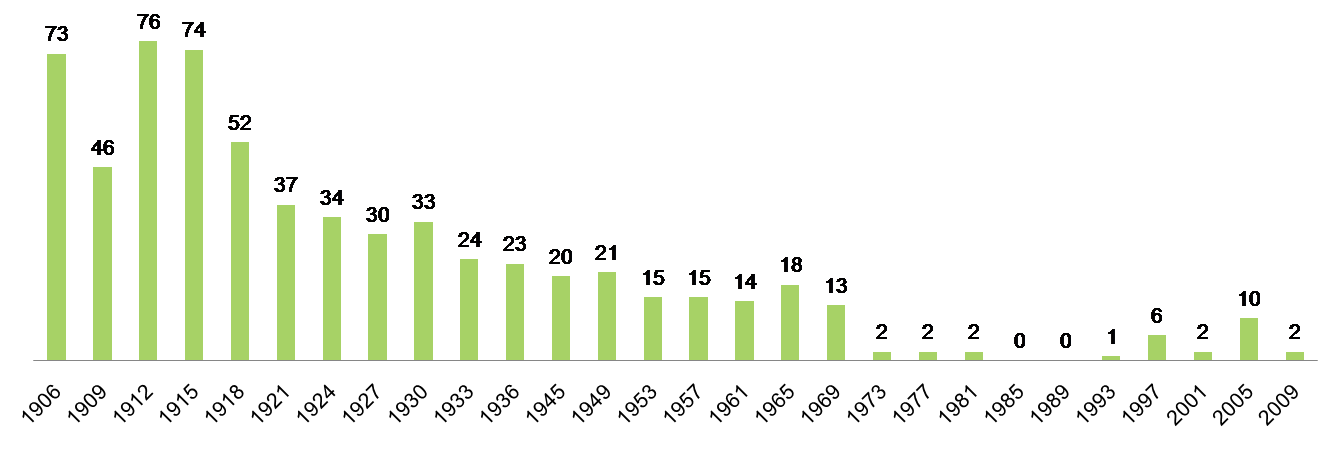
Zetels in het Storting sinds 1906

- Johan Ludwig Mowinckel (1927-1940)
- Jacob S. Worm-Müller (1945-1952)
- Bent Røiseland (1952-1964)
- Gunnar Garbo (1964-1970)
- Helge Seip (1970-1972)
- Helge Rognlien (1972-1974)
- Eva Kolstad (1974-1976)
- Hans Hammond Rosbach (1976-1982)
- Odd Einar Dørum (1982-1986)
- Arne Fjørtoft (1986-1990)
- Håvard Alstadheim (1990-1992)
- Odd Einar Dørum (1992-1996)
- Lars Sponheim (1996-2010)
- Trine Skei Grande (2010-2020)
- Guri Melby (2020-)